# Eurovision Young Dancers
L'Eurovision Young Dancers (in francese: Eurovision des Jeunes Danceurs; EYD) è stata una competizione di danza di importanza internazionale organizzata a cadenza biennale dall'Unione europea di radiodiffusione a partire dal 1985.
Ad oggi l'ultima edizione disputata risale al 2017 svoltasi a Praga, poiché l'edizione successiva è stata ufficialmente cancellata il 28 dicembre 2018 per mancanza di una città ospitante e di un'emittente organizzatrice.

## Storia

### I primi anni
Il concorso si svolgeva a cadenza biennale, parallelamente all'Eurovision Young Musicians, altra manifestazione dell'UER incentrata su i giovani musicisti. Il titolo provvisorio del programma fu Eurovision Competition for Young Dancers, venendo modificato con la denominazione attuale per essere simile all'Eurovision Young Musician. La prima edizione si tenne il 16 giugno 1985 a Reggio Emilia, in Italia e ha visto la partecipazione di 11 paesi europei. A trionfare fu Arantxa Argüelles, rappresentante della Spagna.
Nel 1987 il concorso si tenne a Schwetzingen, nell'allora Germania Ovest dove vide il debutto di quattro nuovi paesi europei, tra cui la Jugoslavia, primo paese socialista del concorso, ed il Canada membro associato dell'UER. Il concorso fu vinto dalla Danimarca con la coppia composta da Rose Gad Poulsen e Nikolaj Hübbe, con il loro divertissement de La Sylphide.
L'edizione del 1989, svoltasi al Palais des Congrès di Parigi, con il debutto di Cipro e Portogallo vengono introdotte varie modifiche nel format che verranno riutilizzate anche per le edizioni future. Viene introdotta una semifinale non televisiva, dove una giuria di esperti ha valutato le dieci esibizioni che avrebbero avuto accesso alla finale, inoltre vengono introdotti due premi per categoria. I vincitori furono Agnès Letestu per la Francia ed il giapponese Tetsuya Kumakawa per il Regno Unito, che vinsero rispettivamente il premio per la danza contemporanea ed quello per la danza classica.

### Anni '90

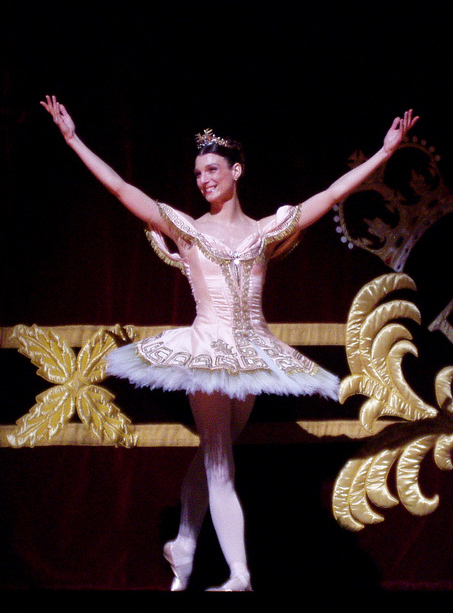
Zenaida Yanowsky vinse nel 1993 per la Spagna.

Nel 1991 ad Helsinki, vide la partecipazione della Bulgaria, primo ex-membro del patto di Varsavia a prendere parte al concorso. A trionfare fu nuovamente la Spagna con Amaya Iglesias con la variazione de La Grisi.
Il 1993, presso la Dansens Hus di Stoccolma, segna il debutto di Estonia, Grecia, Polonia e Slovenia. La vincitrice della manifestazione fu nuovamente la Spagna con la franco-ispanica Zenaida Yanowsky con la sua Esmeralda.
L'edizione del 1995 a Lusanna, città del Prix de Lausanne, vide il debutto della Russia e dell'Ungheria e vittoria della Spagna con la coppia composta da Jesús Pastor Sahuquillo e Ruth Miró Salvador con la loro Arrayan Daraxa.
Nel 1997 a Gdynia, oltre al debutto della Lettonia e della Slovacchia vide la quarta vittoria consecutiva della Spagna, nonché la quinta in generale del concorso, grazie ad Antonio Carmena San José con la sua esibizione stravagante di Angelos Locos. Grazie al suo alto numero di vittorie lo stato iberico sarà pertanto considerato la "Regina del Concorso".
Il 1999, presso l'Opéra Nouvel di Lione, debutta la Repubblica Ceca ed ha visto la vittoria della Germania con la coppia 	Katja Wünsche e Stegli Yohan con la loro rivisitazione della favola di Cenerentola.

### Anni 2000
Nel 2001, la prima edizione durante il nuovo millennio, si è svolta presso la Royal Opera House di Londra. Hanno debuttato al concorso l'Irlanda e l'Ucraina. Questo porta il numero di partecipanti a 18, record assoluto nella storia del concorso. A vincere la manifestazione furono i fratelli polacchi Dawid e Marcin Kupinski con l'esibizione Brothers.
Nell'edizione del 2003 ad Amsterdam nel Stadsschouwburg, oltre al debutto dell'Armenia e Romania, vengono reintrodotti i premi per categoria dopo l'edizione del '89. A vincere la manifestazione furono 3 paesi: Džerlin Ndudi per l'Ucraina, il duo Kristina Oom & Sebastian Michanek per la Svezia ed, infine, il duo Monika Hejduková & Viktor Konvalinka, vincitori rispettivamente il premio per la danza classica, per la danza contemporanea ed il premio speciale della "Giuria dei giovani".
Nel 2005, presso il Teatro Nazionale di Varsavia, ha visto la vittoria dei Paesi Bassi con Milou Nuyens con la coreografia classica Snakesense.
Nel 2007 l'organizzazione del concorso era stata affidata alla Svizzera, ma in seguito ad un accordo tra l'UER e l'emittente SRG SSR, l'evento è stato cancellato per consentire lo svolgimento del Prix de Lausanne, altro evento di rilevanza internazionale che si svolge nella città di Losanna.
Nel 2009 era programmato il ritorno della manifestazione con la Norvegia designata all'organizzazione. Tuttavia, a causa del scarso interesse da parte delle emittenti nella partecipazione del concorso, l'evento è stato nuovamente cancellato.

### Anni 2010
Nel 2011 viene annunciato il ritorno ufficiale del concorso presso la Dansens Hus di Oslo, che vide il debutto della Croazia e del Kosovo nella sua prima e, ad oggi, unica partecipazione del paese ad una manifestazione dell'Eurovisione. Quest'edizione ha visto inoltre l'utilizzo di un nuovo format per decretare il vincitore. Infatti la giuria di esperti, dopo aver valutato tutti i partecipanti, avrebbe selezionato due finalisti che si sarebbero sfidati in un duello finale su una coreografia a scelta libera. Il nuovo format ha visto la vittoria della Norvegia con Daniel Sarr che ha battuto la slovena Petra Zupančić nel duello finale.

### Anni 2020
Nel 2021 la manifestazione non ha avuto luogo 

## Partecipazioni

Le partecipazioni dal 1985 a oggi:
Ha partecipato almeno una volta
Non ha mai partecipato, ma potrebbe
Paesi che hanno partecipato come parte di un altro stato ma mai in maniera indipendente

Ha partecipato almeno una volta
     Non ha mai partecipato, ma potrebbe
     Paesi che hanno partecipato come parte di un altro stato ma mai in maniera indipendente
| Anno | Esordio |
| ---- | --- |
| 1985 | Belgio - Finlandia - Francia - Germania Ovest - Italia - Norvegia - Paesi Bassi - Regno Unito - Spagna - Svezia - Svizzera |
| 1987 | Austria - Canada - Danimarca - Jugoslavia                                                                                  |
| 1989 | Cipro - Portogallo |
| 1991 | Bulgaria |
| 1993 | Estonia - Grecia - Polonia - Slovenia                                                                                      |
| 1995 | Russia - Ungheria |
| 1997 | Lettonia - Slovacchia |
| 1999 | Repubblica Ceca |
| 2001 | Irlanda - Ucraina |
| 2003 | Armenia - Romania |
| 2011 | Croazia - Kosovo |
| 2013 | Bielorussia |
| 2015 | Albania - Malta |

## Vincitori
| Anno | Data                                                                                                | Città                                                                                               | Luogo                                                                                               | Vincitore                                                                                           | Artista                                                                                             | Coreografia                                                                                         |
| ---- | --------------------------------------------------------------------------------------------------- | --------------------------------------------------------------------------------------------------- | --------------------------------------------------------------------------------------------------- | --------------------------------------------------------------------------------------------------- | --------------------------------------------------------------------------------------------------- | --------------------------------------------------------------------------------------------------- |
| 1985 | 16 giugno 1985                                                                                      | Reggio Emilia                                                                                       | Teatro Municipale                                                                                   | Spagna                                                                                              | Arantxa Argüelles                                                                                   | Sconosciuta                                                                                         |
| 1987 | 31 maggio 1987                                                                                      | Schwetzingen                                                                                        | Schlosstheater Schwetzingen                                                                         | Danimarca                                                                                           | Rose Gad Poulsen & Nikolaj Hübbe                                                                    | Divertissement de La Sylphide                                                                       |
| 1989 | 28 giugno 1989                                                                                      | Parigi                                                                                              | Palais des Congrès                                                                                  | Francia                                                                                             | Agnès Letestu (Premio danza contemporanea)                                                          | Sconosciute                                                                                         |
| 1989 | 28 giugno 1989                                                                                      | Parigi                                                                                              | Palais des Congrès                                                                                  | Regno Unito                                                                                         | Tetsuya Kumukawa (Premio danza classica)                                                            | Sconosciute                                                                                         |
| 1991 | 5 giugno 1991                                                                                       | Helsinki                                                                                            | Helsinki City Theatre                                                                               | Spagna                                                                                              | Amaya Iglesias                                                                                      | Variazione de La Grisi                                                                              |
| 1993 | 15 giugno 1993                                                                                      | Stoccolma                                                                                           | Dansens Hus                                                                                         | Spagna                                                                                              | Zenaida Yanowsky                                                                                    | Esmeralda                                                                                           |
| 1995 | 6 giugno 1995                                                                                       | Losanna                                                                                             | Palais de Beaulieu                                                                                  | Spagna                                                                                              | Jesús Pastor Sahuquillo & Ruth Miró Salvador                                                        | Arrayan Daraxa                                                                                      |
| 1977 | 17 giugno 1997                                                                                      | Gdynia                                                                                              | Teatr Muzyczny Danuty                                                                               | Spagna                                                                                              | Antonio Carmena San José                                                                            | Angelitos Locos                                                                                     |
| 1999 | 10 luglio 1999                                                                                      | Lione                                                                                               | Opéra Nouvel                                                                                        | Germania                                                                                            | Stegli Yohan & Katja Wünsche                                                                        | Cinderella                                                                                          |
| 2001 | 23 giugno 2001                                                                                      | Londra                                                                                              | Royal Opera House                                                                                   | Polonia                                                                                             | David Kupinski & Marcin Kupinski                                                                    | Brothers                                                                                            |
| 2003 | 4 luglio 2003                                                                                       | Amsterdam                                                                                           | Stadsschouwburg                                                                                     | Ucraina                                                                                             | Jerlin Ndudi (Premio danza classica)                                                                | Le Corsaire                                                                                         |
| 2003 | 4 luglio 2003                                                                                       | Amsterdam                                                                                           | Stadsschouwburg                                                                                     | Svezia                                                                                              | Kristina Oom & Sebastian Michanek (Premio danza contemporanea)                                      | Light Begins                                                                                        |
| 2003 | 4 luglio 2003                                                                                       | Amsterdam                                                                                           | Stadsschouwburg                                                                                     | Repubblica Ceca                                                                                     | Monika Hejduková & Viktor Konvalinka (Premio Youth Jury)                                            | The Twilight Of Innocence                                                                           |
| 2005 | 24 giugno 2005                                                                                      | Varsavia                                                                                            | Teatro Nazionale                                                                                    | Paesi Bassi                                                                                         | Milou Nuyens                                                                                        | Snakesense                                                                                          |
| 2007 | Evento cancellato per consentire lo svolgimento del Prix de Lausanne                                | Evento cancellato per consentire lo svolgimento del Prix de Lausanne                                | Evento cancellato per consentire lo svolgimento del Prix de Lausanne                                | Evento cancellato per consentire lo svolgimento del Prix de Lausanne                                | Evento cancellato per consentire lo svolgimento del Prix de Lausanne                                | Evento cancellato per consentire lo svolgimento del Prix de Lausanne                                |
| 2009 | Evento cancellato per scarso interesse nella competizione da parte delle emittenti                  | Evento cancellato per scarso interesse nella competizione da parte delle emittenti                  | Evento cancellato per scarso interesse nella competizione da parte delle emittenti                  | Evento cancellato per scarso interesse nella competizione da parte delle emittenti                  | Evento cancellato per scarso interesse nella competizione da parte delle emittenti                  | Evento cancellato per scarso interesse nella competizione da parte delle emittenti                  |
| 2011 | 24 giugno 2011                                                                                      | Oslo                                                                                                | Dansens Hus                                                                                         | Norvegia                                                                                            | Daniel Sarr                                                                                         | Full Force                                                                                          |
| 2013 | 14 giugno 2013                                                                                      | Danzica                                                                                             | Baltic Opera                                                                                        | Paesi Bassi                                                                                         | Sedrig Verwoert                                                                                     | The 5th Element                                                                                     |
| 2015 | 19 giugno 2015                                                                                      | Plzeň                                                                                               | Teatro Nuovo                                                                                        | Polonia                                                                                             | Viktoria Nowak                                                                                      | Piece in Old Style                                                                                  |
| 2017 | 16 dicembre 2017                                                                                    | Praga                                                                                               | Centro Congressi                                                                                    | Polonia                                                                                             | Paulina Bidzińska                                                                                   | La Certa                                                                                            |
| 2019 | Evento cancellato per mancanza di un'emittente organizzatrice e scarso interesse nella competizione | Evento cancellato per mancanza di un'emittente organizzatrice e scarso interesse nella competizione | Evento cancellato per mancanza di un'emittente organizzatrice e scarso interesse nella competizione | Evento cancellato per mancanza di un'emittente organizzatrice e scarso interesse nella competizione | Evento cancellato per mancanza di un'emittente organizzatrice e scarso interesse nella competizione | Evento cancellato per mancanza di un'emittente organizzatrice e scarso interesse nella competizione |
| 2021 | Evento cancellato per scarso interesse nella competizione da parte delle emittenti                  | Evento cancellato per scarso interesse nella competizione da parte delle emittenti                  | Evento cancellato per scarso interesse nella competizione da parte delle emittenti                  | Evento cancellato per scarso interesse nella competizione da parte delle emittenti                  | Evento cancellato per scarso interesse nella competizione da parte delle emittenti                  | Evento cancellato per scarso interesse nella competizione da parte delle emittenti                  |